# Necati Şaşmaz
Necati Şaşmaz, född 1971 i Sivrice i Elazığ, är en turkisk TV- och filmskådespelare. Han är mycket känd i Turkiet och har fans över hela världen. Han är son till Abdulkadir Şaşmaz. Şaşmaz' egentliga yrke är inom turism och han har bott i USA i 6 år. 2001, efter ett besök hos sin familj i Turkiet skulle han åka hem med ett flyg den 11 september. Efter att tvillingtornen rasade kunde planet inte landa, så Şaşmaz fick flyga till Turkiet igen. Efter det återvände han inte till USA utan bosatte sig i Turkiet. Sedan träffade han Osman Sinav som erbjöd honom jobb som huvudperson i en ny serie, Kurtlar Vadisi. Efter en månad gick Şaşmaz med på det.
Efter detta är Şaşmaz främst känd som den hemliga agenten Polat Alemdar i tv-serierna och filmerna om Kurtlar Vadisi

## Filmer
- Irak - Vargarnas dal (2006), baserad på TV-serien Vargarnas dal (Kurtlar Vadisi).
- Palestina - Vargarnas dal (2011) (Kurtlar Vadisi Filistin), baserad på TV-serien Vargarnas dal - Bakhåll (Kurtlar Vadisi Pusu).

## TV-serier
- Vargarnas dal (2003), (Kurtlar Vadisi).
- Vargarnas dal - Bakhåll (2007), (Kurtlar Vadisi Pusu).